# Мейендорфы
Мейендо́рфы (нем. von Meyendorff) — баронское семейство прибалтийских немцев.
Ветвь старинного немецко-балтийского рода Икскюлей, возведённая в баронское достоинство Шведского королевства с изменением фамилии на «Мейендорф фон Икскюль». В Швеции того времени изменение дворянских фамилий при присвоении титула было обычным делом. Другая известная ветвь того же рода Икскюлей — Соковнины из которой происходила боярыня Феодосия Морозова, ур. Соковнина, прославившаяся в истории раскола.
Грамотой Шведского короля Карла XI от 6 апреля 1679 года потомки жившего в 1470 г. Генриха Икскуля «Старого», владельца поместья Лиммат: генерал-лейтенант Якоб, брат его полковник Отто Иоганн, племянник Вольтер Рейнгольд, упоминающийся в 1627–1693 гг., и их дальний родственник из Швеции Лаге фон Икскуль из другой ветви рода — были возведены с нисходящим их потомством в баронское Королевства Шведского достоинство с присвоением фамилии Мейендорф. Это вызвало резкие протесты остальных членов рода, добившихся, чтобы Мейендорфы обязаны были подписываться «Мейендорфы из рода Икскюлей». Таким образом утвердилась фамилия Мейендорф фон Икскуль. В России как правило использовалась сокращённая фамилия, и род этот стал известен как просто бароны Мейендорфы.
Шведские Мейендорфы, потомки Лаге Мейендорфа, пресеклись в XIX веке, а прибалтийско-русская ветвь, происходящая от Вольтера Рейнгольда, существует и поныне в эмиграции.
Высочайше утверждённым 20 декабря 1865 года мнением Государственного Совета за дворянской фамилией Мейендорф фон Икскуль признан баронский титул. Род баронов Мейендорфов был внесён в дворянские матрикулы Эстляндской, Лифляндской и Курляндской губерний.

## Известные представители рода
- Фабиан Мейендорф фон Икскуль, 1677—1731 гг., лейтенант шведской службы
  - Рейнгольд Иоганн Мейендорф (1706—1776) — комендант Риги в 1752—1762 гг., в 1762—1776 гг. генерал-поручик, лифляндский вице-губернатор, автор сочинений на военные темы
  - Беренд Вильгельм Мейендорф (1712—1770) — подполковник
    - Берендт Фридрих Рейнгольд
      - Мейендорф, Егор Фёдорович (1794—1879) — барон, генерал от кавалерии
 ∞ Анна Гертруда Штакельберг (1770—1841)
        - Мейендорф, Николай Егорович (1835—1906) — генерал от кавалерии
        - Мейендорф, Феофил Егорович (1838—1919) — генерал от кавалерии
 ∞ Елена Павловна Шувалова (1857—1943)
          - Феофил Феофилович (1886—1971) — художник (портретист, миниатюрист), эмигрировал во Францию
            - Иван Феофилович (1926—1992) — богослов, церковный историк 
 ∞ Мария Алексеевна Можайская (1929—2024)
              - Павел Иванович (р. 1950) — богослов, литургист.

        - Мейендорф, Фёдор Егорович (1842—1911) — генерал-майор 
 ∞ Мария Васильевна Олсуфьева (1841—1920)
          - Мария Фёдоровна (1869—1962)
          - Мейендорф, Анна Фёдоровна (1871—1916) — баронесса, старшая сестра милосердия госпитального судна Портюгаль
          - Георгий Фёдорович (1873—1919)
          - Лев Фёдорович (1876—1919)
          - Ольга Фёдоровна (1878—1939) ∞ Яков Анатольевич Куломзин (1874—1919)

        - Мейендорф, Александр Егорович (1848—1907) — генерал-лейтенант, генерал-адъютант

  - Георг Иоганн Мейендорф (1718—1771), бригадир, в 1765—1767 гг. лифляндский губернский предводитель дворянства
    - Мейендорф, Казимир Иванович (1749—1813) — барон, генерал от кавалерии 
 ∞ Анна-Екатерина Фегезак
      - Казимир Казимирович (1794—1854) 
 ∞ Евлалия Вильгельмовна Лепре (Lepreux) (1802—1890)
        - Леонилла Казимировна (1824—1894) ∞ Юлий Фёдорович Миквиц, дербентский губернатор (†1870)
        - Мейендорф, Феликс Казимирович (1834—1871) — русский дипломат 
 ∞ Ольга Михайловна Горчакова (1837—1926)
          - Михаил Феликсович (1861—1941) — русский офицер, барон, владелец дачи-замка в Барвихе (ныне резиденция Президента России «Майендорф») ∞ Надежда Александровна Веригина (Казакова, ?-1939)
          - Мейендорф, Александр Феликсович (1868—1964) — российский политический деятель

      - Егор Казимирович (1795—1863) ∞ София Густавовна Штакельберг (1806—1891)
      - Мейендорф, Пётр Казимирович (1796—1863) — русский дипломат 
 ∞ Софья Рудольфовна Буоль фон Шауенштейн (1800—1868)
        - Александр Петрович (1831—1855)
        - Рудольф Петрович (1832—1883)
        - Мейендорф, Эрнст Петрович (1836—1902) — русский дипломат

      - Александр Казимирович (1798—1865) ∞ Елизавета Васильевна, баронесса д’Оггер (1802—1873)

## Усадьбы
1. Кейла в Эстонии

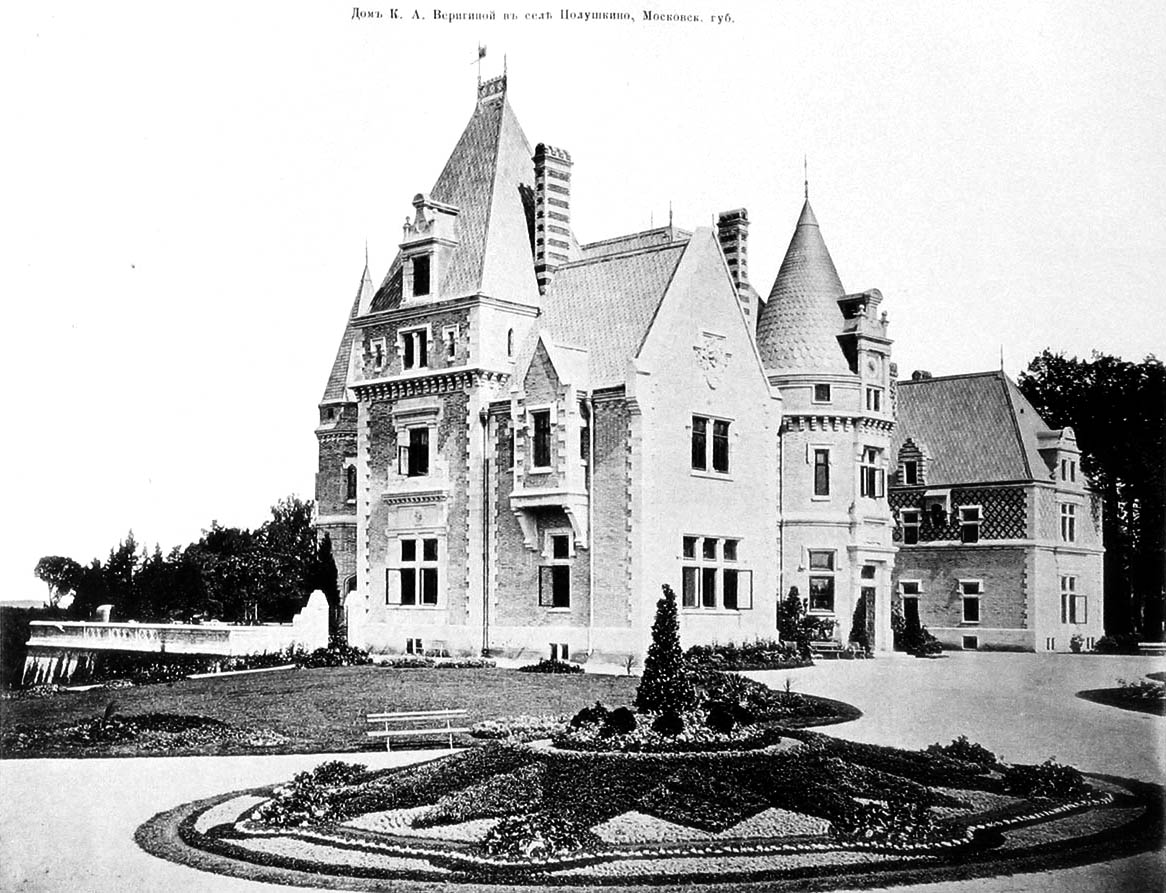
Дореволюционная фотография Майендорфа.

2. Кляйн-Рооп (вблизи Страупе в Латвии)
3. Мыза Кумна
4. Замок Майендорф в деревне Подушкино, Одинцовского района Московской области.
5. Усадьба Охту (в настоящее время Харку в Эстонии), принадлежала Мейендорфам в 1793—1919